# 17 février aux Jeux olympiques d'hiver de 2018
Pour un article plus général, voir Jeux olympiques d'hiver de 2018.
Le samedi 17 février aux Jeux olympiques d'hiver de 2018 est le dixième jour de compétition et le huitième jour avec des médailles décernées.  

## Programme
| Heure UTC+9 (Pyeongchang)                     |               |
| bleu                                          | Cérémonie     |
| neutre                                        | Épreuve       |
| or                                            | Finale        |
| orange                                        | Petite finale |
| rose                                          | Reporté       |
| gris                                          | Annulé        |
| Compétition masculine                         | Hommes        |
| Compétition féminine                          | Femmes        |
| Compétition mixte (hommes et femmes mélangés) | Mixte         |
| Compétition en couple (1 homme et 1 femme)    | Couple        |
| modifier                                      |               |

| Horaire | Discipline Spécialité | Discipline Spécialité                        | Discipline Spécialité | Phase                                 | Résultats                                            | Références |
| ------- | --------------------- | -------------------------------------------- | --------------------- | ------------------------------------- | ---------------------------------------------------- | ---------- |
| 09 h 05 |                       | Curling Tournoi féminin                      | Compétition femmes    | Premier tour Session 5                | 7-8                                                  | -          |
| 09 h 05 |                       | Curling Tournoi féminin                      | Compétition femmes    | Premier tour Session 5                | 6-7                                                  | -          |
| 09 h 05 |                       | Curling Tournoi féminin                      | Compétition femmes    | Premier tour Session 5                | 6-7                                                  | -          |
| 09 h 05 |                       | Curling Tournoi féminin                      | Compétition femmes    | Premier tour Session 5                | 6-7                                                  | -          |
| 10 h 00 |                       | Patinage artistique Individuel               | Compétition hommes    | Finale                                | Yuzuru Hanyū · Shōma Uno · Javier Fernández          | -          |
| 10 h 00 |                       | Ski acrobatique Slopestyle                   | Compétition femmes    | Qualifications                        | -                                                    | -          |
| 11 h 00 |                       | Ski alpin Super-G                            | Compétition femmes    | Finale                                | Ester Ledecká · Anna Veith · Tina Weirather          | -          |
| 12 h 10 |                       | Hockey sur glace Tournoi masculin            | Compétition hommes    | Tour préliminaire Groupe A - Match 10 | 2-3                                                  | -          |
| 12 h 10 |                       | Hockey sur glace Tournoi féminin             | Compétition femmes    | Quart de finale                       | 6-2                                                  | -          |
| 13 h 00 |                       | Ski acrobatique Slopestyle                   | Compétition femmes    | Finale                                | Sarah Höfflin · Mathilde Gremaud · Isabel Atkin      | -          |
| 14 h 05 |                       | Curling Tournoi masculin                     | Compétition hommes    | Premier tour Session 6                | 11-5                                                 | -          |
| 14 h 05 |                       | Curling Tournoi masculin                     | Compétition hommes    | Premier tour Session 6                | 7-5                                                  | -          |
| 14 h 05 |                       | Curling Tournoi masculin                     | Compétition hommes    | Premier tour Session 6                | 2-5                                                  | -          |
| 14 h 05 |                       | Curling Tournoi masculin                     | Compétition hommes    | Premier tour Session 6                | 6-5                                                  | -          |
| 16 h 40 |                       | Hockey sur glace Tournoi masculin            | Compétition hommes    | Tour préliminaire Groupe A - Match 11 | 0-8                                                  | -          |
| 16 h 40 |                       | Hockey sur glace Tournoi féminin             | Compétition femmes    | Quart de finale                       | 7-2                                                  | -          |
| 18 h 30 |                       | Ski de fond Relais sur 4 × 5 km              | Compétition femmes    | Finale                                | Norvège · Suède · Russie (OAR)                       | -          |
| 19 h 00 |                       | Patinage de vitesse sur piste courte 1 000 m | Compétition hommes    | Finale                                | Samuel Girard · John-Henry Krueger · Seo Yi-ra       | -          |
| 19 h 00 |                       | Patinage de vitesse sur piste courte 1 500 m | Compétition femmes    | Finale                                | Choi Min-jeong · Li Jinyu · Kim Boutin               | -          |
| 20 h 00 |                       | Ski acrobatique Sauts                        | Compétition hommes    | Qualifications                        | -                                                    | -          |
| 20 h 05 |                       | Curling Tournoi féminin                      | Compétition femmes    | Premier tour Session 6                | 5-10                                                 | -          |
| 20 h 05 |                       | Curling Tournoi féminin                      | Compétition femmes    | Premier tour Session 6                | 10-7                                                 | -          |
| 20 h 05 |                       | Curling Tournoi féminin                      | Compétition femmes    | Premier tour Session 6                | 7-4                                                  | -          |
| 20 h 05 |                       | Curling Tournoi féminin                      | Compétition femmes    | Premier tour Session 6                | 3-11                                                 | -          |
| 20 h 15 |                       | Biathlon Départ groupé 12,5 km               | Compétition femmes    | Finale                                | Anastasia Kuzmina · Darya Domracheva · Tiril Eckhoff | -          |
| 20 h 20 |                       | Skeleton Individuel                          | Compétition femmes    | Finale                                | Elizabeth Yarnold · Jacqueline Lölling · Laura Deas  | -          |
| 21 h 10 |                       | Hockey sur glace Tournoi masculin            | Compétition hommes    | Tour préliminaire Groupe B - Match 12 | 4-0                                                  | -          |
| 21 h 10 |                       | Hockey sur glace Tournoi masculin            | Compétition hommes    | Tour préliminaire Groupe B - Match 13 | 3-2                                                  | -          |
| 21 h 30 |                       | Saut à ski Grand tremplin                    | Compétition hommes    | Finale                                | Kamil Stoch · Andreas Wellinger · Robert Johansson   | -          |

## Tableau des médailles provisoire
- Pays organisateur (Corée du Sud)

| Rang  | Nation             | Or                             | Argent                                                                  | Bronze                                                                    | Total |
| ----- | ------------------ | ------------------------------ | ----------------------------------------------------------------------- | ------------------------------------------------------------------------- | ----- |
| 1     | Japon              | Médaille d'or, Jeux olympiques | Médaille d'argent, Jeux olympiques                                      |                                                                           | 2     |
| 1     | Suisse             | Médaille d'or, Jeux olympiques | Médaille d'argent, Jeux olympiques                                      |                                                                           | 2     |
| 3     | Norvège            | Médaille d'or, Jeux olympiques |                                                                         | Médaille de bronze, Jeux olympiques · Médaille de bronze, Jeux olympiques | 3     |
| 4     | Canada             | Médaille d'or, Jeux olympiques |                                                                         | Médaille de bronze, Jeux olympiques                                       | 2     |
| 4     | Corée du Sud       | Médaille d'or, Jeux olympiques |                                                                         | Médaille de bronze, Jeux olympiques                                       | 2     |
| 4     | Grande-Bretagne    | Médaille d'or, Jeux olympiques |                                                                         | Médaille de bronze, Jeux olympiques                                       | 2     |
| 7     | République tchèque | Médaille d'or, Jeux olympiques |                                                                         |                                                                           | 1     |
| 7     | Slovaquie          | Médaille d'or, Jeux olympiques |                                                                         |                                                                           | 1     |
| 7     | Pologne            | Médaille d'or, Jeux olympiques |                                                                         |                                                                           | 1     |
| 10    | Allemagne          |                                | Médaille d'argent, Jeux olympiques · Médaille d'argent, Jeux olympiques |                                                                           | 2     |
| 11    | Autriche           |                                | Médaille d'argent, Jeux olympiques                                      |                                                                           | 1     |
| 11    | Biélorussie        |                                | Médaille d'argent, Jeux olympiques                                      |                                                                           | 1     |
| 11    | Suède              |                                | Médaille d'argent, Jeux olympiques                                      |                                                                           | 1     |
| 11    | États-Unis         |                                | Médaille d'argent, Jeux olympiques                                      |                                                                           | 1     |
| 11    | Chine              |                                | Médaille d'argent, Jeux olympiques                                      |                                                                           | 1     |
| 16    | Espagne            |                                |                                                                         | Médaille de bronze, Jeux olympiques                                       | 1     |
| 16    | Liechtenstein      |                                |                                                                         | Médaille de bronze, Jeux olympiques                                       | 1     |
| 16    | Grande-Bretagne    |                                |                                                                         | Médaille de bronze, Jeux olympiques                                       | 1     |
| 16    | Russie (OAR)       |                                |                                                                         | Médaille de bronze, Jeux olympiques                                       | 1     |
| Total | Total              | 9                              | 9                                                                       | 9                                                                         | 27    |

| Rang  | Nation                        | Or | Argent | Bronze | Total |
| ----- | ----------------------------- | -- | ------ | ------ | ----- |
| 1     | Allemagne                     | 9  | 4      | 4      | 17    |
| 2     | Norvège                       | 7  | 8      | 8      | 23    |
| 3     | Pays-Bas                      | 6  | 5      | 2      | 13    |
| 4     | Canada                        | 5  | 5      | 5      | 15    |
| 5     | États-Unis                    | 5  | 2      | 2      | 9     |
| 6     | Suède                         | 4  | 3      | 0      | 7     |
| 7     | Autriche                      | 3  | 2      | 4      | 9     |
| 8     | France                        | 3  | 2      | 2      | 7     |
| 9     | Corée du Sud                  | 3  | 0      | 2      | 5     |
| 10    | Suisse                        | 2  | 4      | 1      | 7     |
| 11    | Italie                        | 2  | 1      | 3      | 6     |
| 12    | Japon                         | 1  | 5      | 3      | 9     |
| 13    | République tchèque            | 1  | 2      | 2      | 5     |
| 14    | Slovaquie                     | 1  | 2      | 0      | 3     |
| 15    | Biélorussie                   | 1  | 1      | 0      | 2     |
| 16    | Grande-Bretagne               | 1  | 0      | 3      | 4     |
| 17    | Pologne                       | 1  | 0      | 0      | 1     |
| 18    | Chine                         | 0  | 4      | 1      | 5     |
| 19    | Athlètes olympiques de Russie | 0  | 2      | 6      | 8     |
| 20    | Australie                     | 0  | 2      | 1      | 3     |
| 21    | Slovénie                      | 0  | 1      | 0      | 1     |
| 22    | Finlande                      | 0  | 0      | 3      | 3     |
| 23    | Espagne                       | 0  | 0      | 2      | 2     |
| 24    | Kazakhstan                    | 0  | 0      | 1      | 1     |
| 24    | Liechtenstein                 | 0  | 0      | 1      | 1     |
| Total | Total                         | 55 | 55     | 56     | 166   |